# Förbundsdagen
Förbundsdagen (tyska: Bundestag) är den direkt folkvalda parlamentariska församlingen i Förbundsrepubliken Tyskland, och utgör tillsammans med Förbundsrådet, som representerar förbundsländerna, Tysklands lagstiftande federala organ.
Förbundskanslern, som är Tysklands regeringschef, väljs av Förbundsdagen. Förbundsdagens ledamöter är också medlemmar i förbundsförsamlingen, som väljer Tysklands förbundspresident.
Riksdagshuset i Berlin är Förbundsdagens säte. Förbundsdagens arbete leds av förbundsdagspresidenten som är förbundsdagens talman, utom vid det första konstituerande sammanträdet efter valet då ålderspresidenten, det vill säga den äldsta ledamoten, fyller denna funktion. Varje parti har också minst en vice förbundsdagspresident, som tillsammans med förbundsdagspresidenten utgör presidiet.

## Val till Förbundsdagen
Förbundsdagen har ett varierande antal ledamöter, enligt lag minst 598, vilka tillsätts genom allmänna val med ett blandat valsystem, med inslag av både majoritetsval och proportionellt val, där tyskar som fyllt 18 år har rösträtt och är valbara. 
Tyskland är för Förbundsdagsvalet indelat i 299 valkretsar. Vid val till Förbundsdagen har varje väljare två röster, en "första röst" (Erststimme) som kan läggas på ett partis toppkandidat och en "andra röst" (Zweitstimme) som kan läggas på ett parti, samma parti som den första rösten eller ett annat parti än den första rösten. Kandidaten i en valkrets som får flest förstaröster blir direktvald till förbundsdagen. Dessa mandat kallas direktmandat. I praktiken gör det att det huvudsakligen är de största partierna som har personvalda ledamöter. 
För att även uppnå proportionell representation fylls därefter återstående mandat från partilistorna i den ordning partierna angivit, så att det sammanlagda antalet mandat fördelas enligt andrarösterna på ett parti. Dessa mandat kallas utjämningsmandat. Det kan också inträffa att ett parti har fler mandat genom personval än sin proportionella röstandel i partivalet, och dessa kallas överhängsmandat. Eftersom behovet av extra mandat för proportionell representation varierar beroende på det sammantagna valresultatet i förstarösternas personval, varierar därför också antalet ledamöter från mandatperiod till mandatperiod. Tyskland tillämpar en femprocentsspärr för att ett parti skall erhålla mandat i Förbundsdagen med hjälp av andraröster på ett parti. Det är även möjligt att kringgå femprocentsspärren för ett regionalt starkt parti som istället erhållit minst tre direktmandat. Sedan en ny vallag trätt i kraft 2013 utjämnas även överhängsmandat, så att mandatfördelningen hålls i möjligaste mån proportionell, vilket potentiellt kan leda till en avsevärd utökning av antalet mandat i Förbundsdagen.
Förbundsdagen väljs vart fjärde år, mellan 46 och 48 månader efter att den nya mandatperioden inletts. Mandatperioden inleds senast 30 dagar efter förrättat val.
Senaste valet till Förbundsdagen ägde rum den 26 september 2021. Nästa ordinarie val hålls därför 27 augusti - 26 oktober 2025.

## Historia
Tysk-romerska riket hade en kejserlig riksdag som nationell församling baserad på ståndsuppdelning likt den svenska ståndsriksdagen. Denna medeltida riksdags inflytande, befogenheter och sammansättning varierade över tid och först 1663 fick den ett fast säte i Regensburg.
Tysk-romerska rikets upplösning under Napoleonkrigen ledde till behovet av ett nytt centralt organ för de olika tyska staterna. 1815 bildades så Tyska förbundets förbundsförsamling, som så småningom stiftade åtskilliga lagar av reaktionär karaktär för att bekämpa liberala och nationalistiska strömningar. Efter Tyska enhetskriget ersattes Förbundsförsamlingen av Nordtyska förbundets riksdag som lagstiftande organ 1866. Fem år senare ärvdes denna riksdag av Tyska riket. Tyska rikets riksdag hade begränsad makt gentemot kejsaren och det dåvarande förbundsrådet men var ändå modernt för sin tid.
Från 1949 antogs namnet Förbundsdagen som namn för den nya Förbundsrepubliken Tysklands (Västtysklands) folkrepresentation. Detta parlament hade från 1949 sitt säte i den provisoriska huvudstaden Bonn. Under 1970-talet fick Bonn status som permanent huvudstad i Västtyskland. När Tyskland återförenades 1990 blev Berlin ny federal huvudstad, men det dröjde till 1999 innan förbundsdagen flyttade dit från Bonn. Förbundsdagens motsvarighet i Östtyskland (DDR) hette Volkskammer.